# たまごっちリズム TamaRiz
『たまごっちリズム TamaRiz』（たまごっちりずむ たまりず）は、カードを読み込ませて遊ぶデータカードダスの一つ。テレビアニメ版「たまごっち! ゆめキラドリーム」を題材にしている。2012年12月13日より稼働開始。2013年9月12日より稼働開始されたステージ5をもって終了した。

## 特徴
カードでちゃくしん!たまごっち!系列の後継機であり、たまごっちとふしぎな絵本以来のたまごっち本体との連動機能が搭載されている。前作の『カードでハッピー!たまごっち!』のカードも使うこともできるが、たまハートカードのみ、まめっち、めめっち、くちぱっち、ゆめみっち、キラリっち、たまリズっちのいずれかが登場する。

## 遊び方
100円を入れて、遊ぶかカードを買うだけかを選択する。遊ぶ場合はリーダーとなるたまごっちとそれ以外のたまごっちの
カードを読み込ませる。Tamagothi iDL、Tamagothi P'sを持っている場合は通信エントリーさせる。（通信エントリーさせたキャラはドット絵表示となる。）その後、科目と楽曲を選択してゲームをプレイする。

## バージョン
- 1弾 ステージ1

2012年12月13日に稼動。ゆめみっちやキラリっちなど、ドリームスクールの生徒達が多く登場している。ゆめキャンっちとまじょっこっちはアニメに先駆けて登場した。
- 2弾 ステージ2

2013年2月14日に稼動。2月からのアニメに登場したピアニっちが登場した。カピバラさんのカピバラさん、太鼓の達人の和田どん、台東区のまもり神台東くんの台東くんがゲスト枠として登場している。
- 3弾 ステージ3

2013年4月25日に稼動。アニメで登場したさまざまなバンドがメインとなっている。
- 4弾 ステージ4

2013年6月27日に稼動。たまごっちタウンのキャラクターたちのカードも登場。
- 5弾 ステージ5

2013年9月12日に稼動。一部の地域では入荷されないうちに可動終了（撤去）しているところもあり、ステージ2&4（またはステージ3&4）混合のカードが入ったりしている。

## 使用楽曲
- ドレミファソライロ
- きっとずっとHappy!
- キラキラ☆ドリーム
- ロボット科のテーマ
- 美容科のテーマ
- 料理科のテーマ
- 芸能科のテーマ
- たまリズのテーマ
- Happy Words
- パワフルビート
- ホップステップドリーム